# Музей природы Костромской области
Музей природы Костромской области — государственное учреждение культуры, расположенное на улице Молочная гора города Костромы. Основан в 1958 году в качестве отдела Костромского государственного объединенного историко-архитектурного музея-заповедника. В статусе самостоятельного музея существует с 2001 года. Учредителем музея является департамент культуры Костромской области.
Символом музея является сидящая на ветке сова.

## История музея
История просветительской деятельности по изучению природы Костромского края тесно связана с общим подъемом промышленной и общественной жизни в начале XX века. В частности экспозиция, отражающая природные богатства губернии была представлена на губернской сельскохозяйственной, кустарной и промышленной выставке с общественно-культурным отделом, открытой в дни празднования в Костроме 300-летия династии Романовых. Большой вклад в формирование будущих коллекций внесли члены Костромского научного общества по изучению местного края. Общество, возникшее в 1912 г., имело биологическую, геофизическую и этнологическую станции, геологическую лабораторию, вело активную деятельность по публикации результатов исследований. Была создана обширная сеть уездных и волостных ячеек. После Октябрьской революции 1917 года общество включило свои коллекции в собрание краеведческого музея, созданного на базе Романовского музея.
В 1926 году музей пополнился одной из уникальных коллекций, завещанной энтомологом-любителем, бывшим членом Костромского окружного суда, активным деятелем общества по изучению местного края Иваном Михайловичем Рубинским. Коллекция Рубинского насчитывает более четырех тысяч видов насекомых, обитающих в Европе, Азии, Африке, Америке, и имеет большую познавательную, образовательную и эстетическую ценность.
При формировании Костромского государственного историко-архитектурного музея-заповедника (КГИАМЗ) в 1958 году в стенах бывшего Свято-Троицкого Ипатьевского монастыря в его составе был создан отдел природы. Основание отдела связано с именами первого директора музея — Марии Михайловны Ореховой и таксидермиста Владимира Андреевича Тяка. В построении музейных экспозиций также участвовали местные художники и охотники: Мясников Борис Иванович, Ерёмин Альберт Иванович, Фуфалдин Альберт Георгиевич, Рассыпнов Виталий Иванович. При оформлении залов музея использовали диорамный принцип построения.
В начале 1960-х годов пожар уничтожил лучшие диорамы музея: «Нападение волков на лося», «Полярная сова», «Глухариный ток». В 1964—1965 годах диорамы были восстановлены. Экспозиция «Растительный и животный мир» была ранжирована по временам года. В 1965 году обновленный отдел природы стал самым посещаемым в музее-заповеднике. Но развитие на этом не прекратилось. К 1966 году была оформлена для показа знаменитая энтомологическая коллекция И. М. Рубинского. В 1969 году построена выставка «Происхождение человека». В 1970 году сформирована экспозиция по теме «Геология края» и оформлена выставка «Возникновение жизни на Земле». В 1972 году было закончено построение экспозиций по темам: «Географическая характеристика, воды, почвы, полезные ископаемые Костромской области».
В связи с передачей построек Нового города Ипатьевского монастыря Костромской епархии РПЦ в 2001 году отдел природы был преобразован в самостоятельный музей природы Костромской области и экстренно переведен в отдельное здание на улице Молочная гора, в котором ранее располагались чайная общества трезвости и торговая биржа. Экспозиция была нарушена, а большая часть диорам уничтожена.
В новом здании первой открылась выставка «Энтомологическая коллекция И.М.Рубинского. В 2002 году открылась выставка «Охотничьи трофеи».   После была смонтирована выставка «Птицы и звери Костромской области», где было представлено видовое разнообразие животных, обитающих на территории области. Восстановление зала «Зима» началось с диорамы «Охота рысей», одну из наиболее ярких экспозиций «Нападение волков на лося» восстановили лишь в 2009 году. В 2006 году шло восстановление зала «Весна» и создание мемориального зала В.А.Тяка.   В 2013 году в зале «Весна» были открыты новые диорамы: «Весенний водоём», «Пролётные птицы», «Медвежата» и другие. В 2014 году открылась выставка «Инсектарий».

## Описание музея

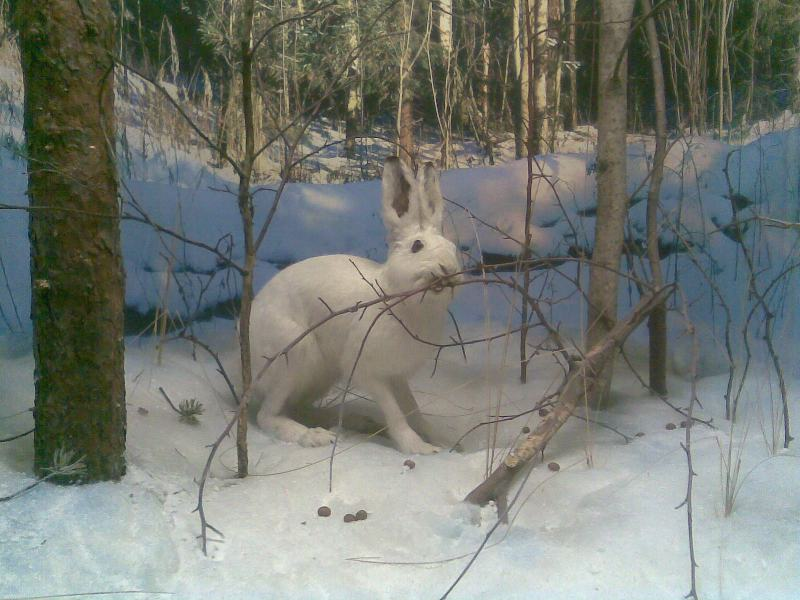
Зал Зима. Диорама: "лесные столовые". Заяц беляк.

В музее функционируют постоянные экспозиции: «Весна», «Первозимье», «Коренная зима», экспонируется коллекция насекомых Рубинского. Залы «Лето» и «Осень» находятся в процессе построения.
Число единиц хранения в музее составляет 2504 предметов: из них 1017 предметов — основной фонд и 1487 предметов — научно-вспомогательный фонд.

### Постоянные выставки

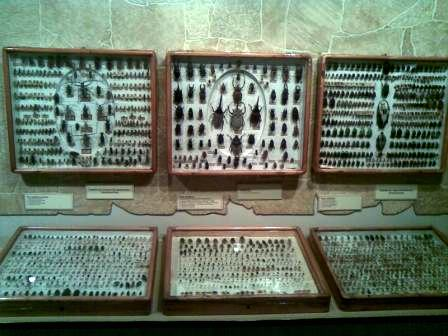
Часть коллекции И.М. Рубинского

- Энтомологическая коллекция И. М. Рубинского (конец XIX века; 24 короба; 4356 элементов);
- «Каменная летопись природы» (окаменелые остатки древних растений и животных, ранее обитавших на территории области);
- "Рождённые Землёй"  (минералогическая выставка)
- «Птицы и звери Костромской области"
- "Инсектарий" (живые экзотические насекомые)

## Основные виды деятельности
- Исследование и изучение природы Костромской области
- Комплектование фондов
- Экспозиционная деятельность
- Культурно-образовательная  работа

## Формы работы с посетителями
- обзорная экскурсия по музею
- тематические экскурсии по одному из залов (в том числе каждые выходные – экскурсия выходного дня)
- интерактивные программы («Путешествие в мир трав», «День рождения в музее»)
- мастер-классы
- праздники и акции («День воды», «День птиц», «Ночь музеев» и др.)
- конкурсы (фотоконкурс «Природа моей Родины», экологические конкурсы «Костромская земля», «Юный краевед»)
- образовательные занятия для школьников

## Здание музея
Музей располагается в здании коммерческой биржи и чайной-столовой Общества трезвости — памятнике архитектуры конца XIX века. Чайная была известна в городе под названием «Колпаки» (возможно, за характерные формы арочных окон второго этажа с клинчатыми замками). Расположенное почти на вершине склона между более низкими и отступающими от красной линии улицы Малыми мучными рядами, оно играет активную градостроительную роль.
Двухэтажное с полуподвалом кирпичное здание выстроено в сдержанных, классицизирующих формах архитектуры эклектики. Прямоугольный объем, завершенный вальмовой кровлей, усложнен в плане равновысотным дворовым выступом. Фасады здания подчинены четким горизонтальным членениям, выявленным межэтажными карнизами. Стены первого этажа прорезаны прямоугольными окнами и целиком покрыты ленточным рустом.